# Le tracce di Mosè
Le tracce di Mosè (titolo originale: The Bible Unearthed: Archaeology's New Vision of Ancient Israel and the Origin of Its Sacred Texts. ossia "La Bibbia disvelata: nuova visione dell'archeologia dell'antica Israele e dell'origine dei suoi testi sacri") è un libro edito nel 2001 sull'archeologia d'Israele e sulla sua rilevanza a proposito delle origini della Bibbia ebraica (o Tanakh). Gli autori sono Israel Finkelstein, professore di Archeologia dell'Università di Tel Aviv, e Neil Asher Silberman, collaboratore della rivista Archaeology.

## Metodologia
Gli autori descrivono il loro come un approccio "in cui la Bibbia è una delle più importanti opere umane e una delle più importanti realizzazioni culturali, [ma] in cui non è dato rintracciare in modo indiscutibile la cornice narrativa in cui ogni evidenza archeologica deve essere collocata". Il loro principale intento è condurre
Sulla base di questa evidenza, essi propongono
Come detto da un recensore su Salon.com, l'approccio e le conclusioni de Le tracce di Mosè non erano particolarmente nuovi. Ze'ev Herzog, professore d'Archeologia nell'Università di Tel Aviv, aveva scritto una cover story per Ha'aretz nel 1999, in cui egli giungeva  a conclusioni del tutti simili, basandosi sulla medesima metodologia; Herzog notava anche che alcuni di queste conclusioni erano state accettate dalla maggioranza degli studiosi biblici e d'archeologia da anni, e forse da decenni, anche se esse solo di recente avevano cominciato ad entrare a far parte del patrimonio conoscitivo del grande pubblico.

## Contenuto
La prima archeologia biblica era stata condotta col presupposto che la Bibbia dicesse la verità, rintracciando soltanto ciò che era considerato come un dato in grado di illustrare la narrazione biblica, interpretandolo nei limiti in cui esso si adattava alla Bibbia. Alcuni archeologi come Eilat Mazar e Kenneth Kitchen continuano a seguire questo approccio, definito da alcuni loro contestatori "Bibbia e spada" o, come il giornale Bible and Spade, tentano di trattare l'archeologia come uno strumento per comprovare l'accuratezza della Bibbia, ma dagli anni settanta del XX secolo, la maggior parte degli archeologi ha invece cominciato a interpretare le evidenze archeologiche solo alla luce delle altre archeologie, trattando la Bibbia come un prodotto umano da esaminare criticamente e razionalmente, anziché accettarne apoditticamente l'autoreferenziale verità.

### Antenati e anacronismi

L'Egitto nel XV secolo a.C., l'epoca dell'Esodo e della conquista armata di Canaan, descritta dal Libro di Giosuè seguendo la cronologia biblica. Come indica la mappa, Canaan era occupata dall'Egitto a quel tempo: un fatto che la Bibbia trascura di chiarire.

Le tracce di Mosè comincia a considerare ciò che viene definito il 'preambolo' della Bibbia — il Libro della Genesi — e le sue relazioni con le evidenze archeologiche relative al contesto in cui la narrazione si colloca. Le scoperte archeologiche circa la società e la cultura nel Vicino Oriente antico hanno indotto gli autori a sottolineare un certo numero di anacronismi, suggerendo loro che i racconti che esso narra dovrebbero essere collocati quanto meno nel periodo IX secolo a.C.-VII secolo a.C.:
- Gli Aramei sono menzionati frequentemente, ma nessun testo antico li ricorda fino all'incirca al 1100 a.C., e costoro cominciano a dominare i confini settentrionali della Israele storica dopo il IX secolo a.C.[6]
- Il testo descrive le antiche origini del vicino regno di Edom, ma le cronache assire mostrano che Edom cominciò effettivamente a vivere e a operare dopo la conquista della regione da parte dell'Assiria; prima di ciò non vi era una monarchia, non v'era uno Stato all'interno di determinati confini, e le evidenze archeologiche mostrano che il territorio era abitato assai scarsamente.[7]
- La storia di Giuseppe parla di commercio basato su dromedari, che trasportavano gomma arabica, balsamo e mirra: un fatto del tutto inusuale per il II millennio a.C. e comune solo nell'VIII-VII secolo a.C., quando l'egemonia assira permise questi traffici arabici su vasta scala.[8]
- La terra di Goshen ha un nome che deriva da un gruppo arabo che dominò solo il delta del Nilo nel VI-V secolo a.C.[9]
- Il Faraone egizio è ritratto come timoroso di un'invasione da oriente, malgrado il territorio egizio si estendesse alle regioni settentrionali di Canaan, e che la maggior minaccia dovesse giungere con ogni evidenza da nord, almeno fino al VII secolo a.C.[10]

Il libro commenta ciò che attiene all'ipotesi documentaria, in cui la critica testuale ipotizza che la maggior parte del Pentateuco (i primi cinque libri dell'Antico Testamento) sia stato scritto tra l'VIII e il VI secolo a.C. Sebbene le evidenze archeologiche, quali le Cronache Assire, indichino che il Regno di Israele fosse assai più esteso tra i due, è però al Regno di Giuda che si accorda la maggior attenzione da parte del Libro della Genesi, la cui narrazione è concentrata su Abramo, Gerusalemme, Giuda (il patriarca) e Hebron, assai più che sulle caratteristiche e i luoghi del più settentrionale Regno d'Israele. Le tracce di Mosè esprime così la prevalenza dei testi Yahwisti come un tentativo di descrivere gli Israeliti come un singolo popolo, col Regno di Giuda che avrebbe (sempre) goduto di un'incontestabile primazia.

### Film
Il documentarista Thierry Ragobert (che ha più volte collaborato in passato con Cousteau) ha realizzato un film documentario in 4 parti, ognuna delle quali di 52 minuti, ispirato al libro, che è stato intitolato La Bibbia disvelata (La Bible dévoilée) e sottotitolato «le rivelazioni dell'archeologia». Ragobert ha scritto i testi assieme a Isy Morgensztern, con la collaborazione di Jacques Briend (Professore onorario dell'Institut catholique de Paris) e di Thomas Römer (Professore dell'Antico Testamento all'Università di Losanna).  Israel Finkelstein e Neil Asher Silberman vi hanno partecipato nella loro veste di archeologi, assieme a due biblisti, tutti apprezzati specialisti. La Bibbia disvelata è stata diffusa su France 5 nel dicembre del 2005, in prima serata, per essere poi offerta al pubblico in un cofanetto di 2 DVD nel febbraio del 2006 da parte delle Éditions Montparnasse, prima di essere proiettata su Arte.